# 설득 (소설)

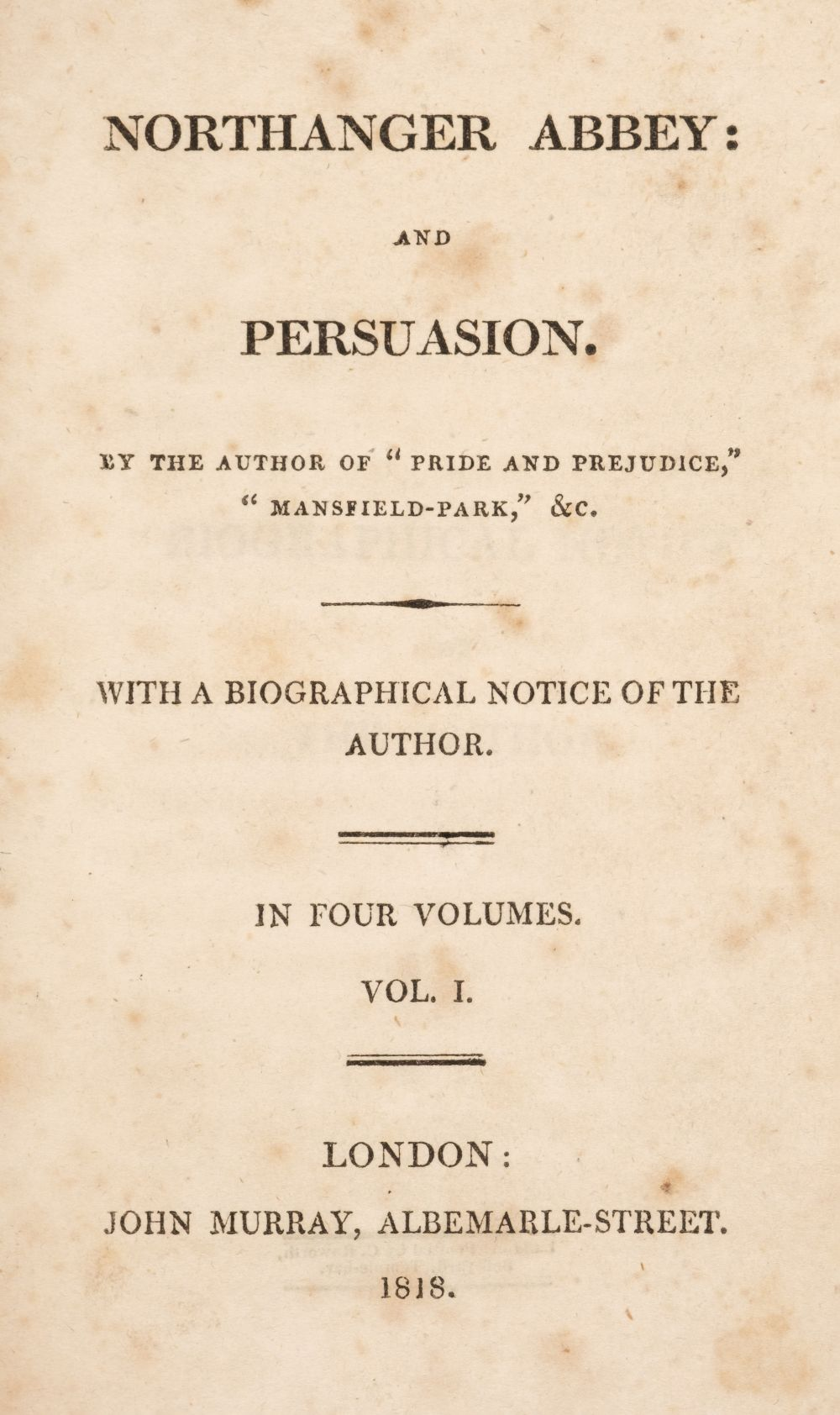
1818년판의 타이틀 페이지.

《설득》(Persuasion)은 제인 오스틴에 의해 완성된 마지막 소설이다. 그가 사망한 지 6개월째 되던 1817년 말에 출간되었다.

## 줄거리
줄거리는 주인공이자 27세의 젊은 잉글랜드 여성 앤 엘리엇에 대해 이야기하고 있으며 그녀의 가족은 비용을 줄여 빚을 갚아나가기로 한다. 그들은 자신들의 집을 한 제독 부부에게 임차했는데, 아내의 남동생이 바로 1806년 앤과 약혼하였으나 주위의 설득으로 서로 헤어진 프레데릭 웬트워스 대령이었다. 이후 7년이 넘는 기간 동안 연락이 없다가 서로 다시 만난다. 웬트워스 대령은 출세하여 경제적으로도 풍족해지게 되었고, 앤에게 편지를 주면서 사랑을 고백한다.

## 출간사
1817년 조카 패니 나이트(Fanny Knight)의 편지에 대해 오스틴은 "설득"에 관해 언급하면서 "지금부터 약 12개월 간 등장할 소설"이 있었다고 썼다. 존 머레이(John Murray)는 4권 합본으로 《노생거 사원》(Northanger Abbey)과 함께 《설득》(Persuasion)을 출간하였고 1817년 12월에 인쇄했으나 1818년으로 인쇄되었다. 첫 광고는 1817년 12월 17일에 등장하였다. 오스틴가는 1,750개 사본의 저작권을 획득하였고 이 사본은 빠르게 팔려나갔다.
헨리 오스틴은 전기 고지(Biographical Notice)에 자신의 자매를 공개했으므로 그녀는 더 이상 익명의 저자가 아니다.